# Endochironomus pekanus
Endochironomus pekanus är en tvåvingeart som först beskrevs av Jean-Jacques Kieffer 1916.  Endochironomus pekanus ingår i släktet Endochironomus och familjen fjädermyggor. Inga underarter finns listade i Catalogue of Life.